# رهاب سماع الكلمات
رهاب سماع الكلمات أو رهاب اللغة (بالإنجليزية: Onomatophobia)‏ مصطلح نفسي يطلق على الخوف من سماع كلمات أو أسماء معينة، وعادةً ما يكون هذا الخوف نتاج تجربة صادمة ومؤلمة ارتبطت بكلمة معينة، بحيث من الممكن أن تثير كلمة «طبخ» مثلًا ردة فعل قلقة مبالغ فيها من شخص يخشى الطهي، أو شخص يهاب كلمة «نار»؛ لأنه ربما يكون قد أصيب بحروق في الماضي. وثمة فئة أخرى تصاب بهذا الرهاب، يكون لديهم خوف شديد من الكلمات، وهم الأشخاص الذين يواجهون صعوبات في القراءة، فيصبح من المخيف بالنسبة لهم فتح كتاب ما أو الاطلاع على صفحات من المجلات والجرائد.